# Heinz Schütte (Theologe)
Heinz Schütte (* 15. Oktober 1923 in Werden; † 12. Juli 2007 in Paderborn) war ein deutscher römisch-katholischer Theologe und Ökumeniker.

## Leben
Schütte studierte nach dem Zweiten Weltkrieg an der Rheinischen Friedrich-Wilhelms-Universität Bonn Katholische Theologie. 1951 empfing er im Kölner Dom die Priesterweihe und  arbeitete zunächst als Kaplan und Religionslehrer. Als 1958 sein erstes Buch Um die Wiedervereinigung im Glauben erschien, vermahnte ihn der Vatikan und berief ihn als Religionslehrer ab. Schütte entschloss sich zu einem Aufbaustudium der Katholischen und Evangelischen Theologie in Bonn und an der Westfälischen Wilhelms-Universität Münster. 1965 promovierte er mit einer Arbeit zum Protestantismus bei Joseph Ratzinger, dem damaligen Ordinarius für Dogmatik und Dogmengeschichte in Münster, zum Doctor theologiae.
Schütte habilitierte sich 1974 im Fach Systematische Theologie, ebenfalls bei Joseph Ratzinger.
1977 erhielt Schütte eine Professur für Systematische Theologie an der Rheinischen Friedrich-Wilhelms-Universität zu Bonn und hatte diesen Lehrstuhl bis zu seiner Emeritierung 1988 inne. Daneben übernahm er Lehraufträge an den Universitäten Wuppertal, Köln und der Rheinisch-Westfälischen Technischen Hochschule Aachen.
Von 1979 bis 1999 arbeitete er weiterhin als Wissenschaftlicher Assistent am Johann-Adam-Möhler-Institut für Ökumenik in Paderborn.
Zuletzt wirkte Schütte als Subsidiar in der Paderborner Pfarrei St. Heinrich.
Schütte war ein weltweit anerkannter Theologe, der sich um den lutherisch-katholischen Dialog verdient gemacht hat. Maßgeblichen Anteil hatte Schütte am Zustandekommen der Gemeinsamen Erklärung zur Rechtfertigungslehre, die am 31. Oktober 1999 in Augsburg unterzeichnet wurde.

## Werke (Auswahl)
- Ziel: Kirchengemeinschaft . Zur ökumenischen Orientierung, Benno, Leipzig 1985, ISBN 3746204674.
- Glaube im ökumenischen Verständnis, Grundlage christlicher Einheit, Ökumenischer Katechismus, Lembeck, Paderborn 1993, ISBN 3874762947.
- Kirche im ökumenischen Verständnis, Kirche des dreieinigen Gottes, Lembeck, Paderborn 1991, ISBN 3874762769.
- zusammen mit Joseph Kardinal Ratzinger und Hugo Staudinger: Zu Grundfragen der Theologie heute, Paderborn 1992, ISBN 3-87088717-6
- Kleiner ökumenischer Katechismus, Leutesdorf 1998, ISBN 3779414112.
- Christsein im ökumenischen Verständnis, Lembeck 1999, ISBN 3874763498.
- Im Dienst der einen Kirche, Paderborn 2000, ISBN 3897101262.
- Protestantismus heute. Ökumenische Orientierung, Paderborn 2004, ISBN 3897102927.
- Martin Luther und die Einheit der Christen, Paderborn 2007, ISBN 3933425484.